# Овес
 Тази статия е за вида растения.  За рода вижте Овес (род).  
Овесът (Avena sativa), наричан също посевен овес, е вид тревисти растения от семейство Житни (Poaceae). Посевният овес се дели на 3 основни форми: Разперен овес (Avena sativa grex var. diffusae Mordv.), Сбит (едностранен) овес (Avena sativa grex var. orientalis Mordv.) и Голозърнест овес (Avena sativa grex var. nudae Mordv.). Има голямо стопанско значение като зърнено-житна култура.
Терен (нива), който е засят с овес се нарича овесище, а съответните селски стопани - овесопроизводители.
Поради ниските добиви, площта на овесените насаждения по света постоянно намалява. Най-големите производители на овес са Русия, САЩ, Канада и страните от Западна Европа и Централна Европа.

## Ботаническа характеристика
Кореновата система на овеса е силно развита и от брадест тип. Тя прониква по-дълбоко от тази на пшеницата и ечемика. Обикновено достига дълбочина до 50 – 60 cm, но може и до 80 – 90 cm. Кореновата система проявява по-голяма усвоителна способност, както и по-активно дишане, в сравнение с другите житни растения. Първичната коренова система на овеса се състои от 3 ембрионални корена. Вторичните (адвентивни) корени се формират по време на фаза трети лист и след нея, като броят им достига 30 – 40.
Стъблото е с типичното устройство характерно за житните растения. Достига височина от 0,60 до 1,20 m и е с различна здравина. То е кухо, гладко и кръгло. Окраската му е тревистозелена, но може да бъде покрита и с восъчен налеп, който придава в различна степен сивкав оттенък. Много от сортовете проявяват добра устойчивост на полягане. Първите 5 – 6 възли са надземни, а останалите 3 – 5 – подземни. За разлика от останалите зърнено-житни култури като пшеница, ечемик, ръж, тритикале има специфичен характер на развитие и морфологично проявление на зародишните възли и междувъзлия. Характерно е проявлението на първото междувъзлие, разположено непосредствено под колеоптилния възел. То се нарича mesocotyl и се характеризира със способността си силно да се удължава, като участва заедно с колеоптила при изнасяне на централната пъпка към повърхността на почвата. Общата им дължина е 8 – 10 cm, което създава предпоставки за поникване на семената от по-голяма дълбочина.
Листата съответстват на брой с броя на стъблените възли. Всеки лист е съставен от листно влагалище с форма на отворен цилиндър и петура. Листното влагалище обхваща като освен му придава здравина и го предпазва и от неблагоприятни външни влияния. Листната петура е с ланцетна форма. На мястото, където преминава във влагалището се намира силно развито езиче (лат. – ligula). Интересен видов признак е липсата на ушички липсват. По този начин културата може да бъде разпозната от останали зърнено-житни култури още във фазата преди изметляване.
Съцветието при овеса е метлица, която бива с различна форма в зависимост от сорта. Тя се определя от разположението на страничните разклонения на метлицата спрямо централната и ос. По този начин се различават два основни типа метлици с подтипове:
- Едностранна или байрачеста – всичките странични разклонения са разположени от едната страна на метлицата.
- Разпръсната метлица – страничните разклонения са разположени около централното вретено във всички посоки. Според дължината на разклоненията и ъгълът, който те сключват с централната ос, метлицата се подразделя на няколко подтипа:
  - Изправена;
  - Храстовидна;
  - Разперена;
  - Увиснала (спяща);

Класчетата са разположени поединично върху малки подутини по върховете на крайните разклонения на метлицата. Класовите плеви (глумите) са дълги и сравнително широки. Имат ладиевидна форма и обхващат цялото класче. Само при голозърнестата форма на овеса горните цветчета остават непокрити от класовите плеви. Във всяко класче се образуват от едно до три, в по-редки случаи и четири цветчета, от които се формират две или три нормално развити зърна. Голозърнестият овес има от пет до осем цветчета, съответно и зърна в класче. Всяко от цветчетата се състои от по две цветни плеви, плодник с две перести близълца и три тичинки. Външната цветна плева е изпъкнала и отново с ладиевидна форма. Вътрешната цветна плева е по-тясна и по-нежна, с два ясно изразени ръба. Цветните плеви здраво обгръщат зърното, но не са сраснали с него. При голозърнестите форми цветните плеви са по-големи, но не обхващат добре зърното и то лесно се отделя от тях при вършитба.
Масата на 1000 зърна е 25 – 30 g. Освободеното от плеви зърно е заострено и покрито изцяло с власинки. Зърната от едно узряло класче се различават по големина и форма. Най-едро и най-дълго е зърното, образувано от най-долното цветче в класчето. Следващите едно-две са по-кръгли и издути. Понякога в класчето се формира само едно зърно, което е обвито от цветните плеви на две цветчета.
- Посевен овес
- Зърна на посевния овес
- Нива с посевен овес
- Стебла на посевния овес

## История
Произходът на овеса оставал дълго време неизвестен. През 1916 г. по време на експедицията си до Иран на руския учен Николай Вавилов наблюдава нива с лимец в близост до Хамадан. Тези посеви се оказали заплевени от посевен овес. Така той стига до извода, че първоначално овесът е бил пренасян от хората като плевелно растение още преди да го култивират. Прародината на овеса е на територията на днешна Монголия и североизточен Китай. Опознаването и използването му като култура от човечеството започва около две хиляди години преди новата ера. Предполага се, че в площите на житното растение двузърнест лимец в Предна Азия е имало голямо разнообразие от плевелни форми на овес. При преселението на народите и пренасянето на лимеца на северозапад тези форми като по-приспособими започват да го изместват. Преминава се към отглеждането на овес като самостоятелна култура. Най-древните следи от култивирани форми на овес са от бронзовата епоха от територията на Швейцария, Франция и Дания. Първото писмено споменаване на тази култура е в записките на древногръцкия лекар Диейхс, живял през IV век пр. Хр. Плиний Стари е писал за това, че древните германци отглеждали овес, а от семената му варили каша. Поради този факт римляните и гърците се отнасяли презрително към северните си съседи, които се хранели с храна пригодна само за добитъка. Клавдий Гален споменава, че овесът е отглеждан и в Индия. Педаний Диоскурид не само описва овеса, но го използва и в медицинската си практика. На територията на съвременна Русия овесът се явявал като една от най-важните култури. Този факт е споменаван още в летописите озаглавени „Начална руска летопис“ на древния монах и писател Нестор Летописец през XII век.
Съществува документално потвърждение, че през 779 година овесът придобива значителна известност сред англо-саксонците. В продължение на няколко века овесената каша приготвена от овесено брашно, вода и сол е била основната храна за жителите на остров Великобритания, особено в Шотландия. В тези райони райони се оказва, че овесът е единствената култура пригодна за растеж при хладни и влажни условия.

През 1290 г. в Нюрнберг е издаден акт указващ правилата за варене на бира. Тя трябвало да се вари единствено от ечемик като категорично се забранявало варенето от овес, пшеница и ръж. През 16 век обаче пивовари от Хамбург и Нюрнберг започнали да експериментират като произвеждали светло пиво от овес. Един от най-старите документи на цереологията (наука за кръговете в полетата) е хартфордширската ксилография Дяволът-косач от 1678 година. На нея е изобразен дявол, който прави кръгове в поле от овес. Образът на овеса намира и широко приложение в хералдиката.
- Герб на Веревское
- Герб на Кладръби
- Герб на Бувал
- Герб на Кастелданс

Редом с други известни в Стария свят култури, овесът е пренесен и в Северна Америка. Овесът е пренесен от шотландци първоначално на островите Елизабет, недалеч от бреговата линия на щата Масачузетс. Оттам е разпространен на целия континент, където се е наложил като основна храна на конете, но е използван и за приготвянето на каша, в различни рецепти за пудинг и разнообразни печива.

## Значение

### Състав
Сухото зърно съдържа около 12 – 14% вода, 50 – 65% въглехидрати, 9 – 22% белтъчини, 4,5 – 5,5% мазнини и витамините В1 и В2. Има висока смилаемост. По съдържание на лесноусвояеми белтъчини и мазнини овесът се оказва, че е по-богат от останалите зърнено-житни култури. Tой ce отличава c оптимално процентно съотношение на въглехидрати, белтъчини, мазнини и витамини от групата B. 1 kg зърно съдържа една кръмна единица и 75 g смилаем протеин.
Плевите в овеса съставляват 20 – 30%. Овесената слама има по-висока хранителна стойност от сламата на другите житни растения и се използва за груб фураж (1 kg съдържа 0,39 кръмни единици и 18 g. смилаем протеин).

### Като храна
Отглежда се за зърно, което е с висока хранителна стойност и е отлична храна за подрастващия човешки организъм. Зърното се използва за приготвяне на грис и брашно за детски храни, овесени ядки. За консумация от хората се добиват и овесени ядки. Те се консумират главно като каша, но могат да се използват и в различни тестени храни, като кекс, бисквити и хляб. Овесът е и съставка на различни зърнени закуски, като мюсли и гранола. Използва се и като сурогат на кафето и за производството на заместител на млякото (овесено мляко). 
Притежава и високи фуражни качества и се включва в дажбата основно на коне. Зърното на овеса се използва предимно за фураж. То е много полезно за конете и младите подрастващи животни. Интересен факт е, че семената, които се продават с търговското название „котешка трева“, която консумират котките с цел подобряване на храносмилането, са основно овесени. 

### Приложение в медицината
Овесът още от древността е известен и като целебно растение, употребявано при лечението на различни заболявания и за профилактика на много от тях. Съдържа ценни антиоксидантни средство, които защитават от сърдечна недостатъчност. Подобрява състоянието на имунната система, предпазва я от инфекции и стабилизира кръвната захар, понижава риска от диабет тип II. 
Има общоукрепващо действие. Овесените ядки са много подходящи за възстановяване жизнените сили на хора изтощени в резултат на непълноценно хранене и за бързо възстановяване на болни след тежки заболявания. 
При възпаление на лигавицата на стомашно-чревния тракт овесът оказва благоприятно действие, прилага се и при повръщане и диария, някои форми на запек и за подобряване на перисталтиката. Продължителната употреба на отвара от овес повлиява благоприятно аденома на простатната жлеза, повлиява благоприятно повишеното съдържание на холестерол в кръвта, задръжката на течности при сърдечносъдови и бъбречни заболявания.
Външно овесената слама се прилага при ревматизъм, подагра и кожни заболявания, придружени със сърбеж.

## Производство
| Десетте най-големи производители на овес за 2023 г. (в милиони тона) | Десетте най-големи производители на овес за 2023 г. (в милиони тона) |
| -------------------------------------------------------------------- | -------------------------------------------------------------------- |
| Русия                                                                | 3.300                                                                |
| Канада                                                               | 2.636                                                                |
| Полша                                                                | 1.503                                                                |
| Финландия                                                            | 1.020                                                                |
| Австралия                                                            | 0.956                                                                |
| Бразилия                                                             | 0.907                                                                |
| Великобритания                                                       | 0.830                                                                |
| САЩ                                                                  | 0.828                                                                |
| Китай                                                                | 0.600                                                                |
| Испания                                                              | 0.464                                                                |
| World Total                                                          | 18.776                                                               |
| Източник: Организация по прехрана и земеделие (ФАО)                  |                                                                      |

### Разпространение и условия
Овесът е култура на умерения пояс. Той има по-ниско изискване към летните горещини и по-голяма толерантност към валежите в сравнение с другите зърнено-житни култури като пшеница, ръж и ечемик. Ето защо той е широко разпространен в райони с хладни и влажни лета като Северозападна Европа. Като едногодишно растениеможе да бъде засадено в началото на пролетта или есента за даде реколта съответно в края на лятото или през есента. Овесът може да вирее във високите долини на Хималаите, където умереният климат на този район не е подходящ за просо, ориз или пшеница.
В България към 2009 година засетите площи с овес са 212 хиляди декара, а произведеното количество – 31 хиляди тона. Овесът има големи изисквания към влага, страда от високи температури и от засушаванията през лятото и има дълъг вегетационен период. Сравнен с останалите зимните житни култури, развива най-мощна и дълбоко проникваща коренова система с голяма усвояваща способност, а зърното му се налива по-късно. Това съвпада с периода на високи температури и ниска атмосферна влага, вследствие на което добивите от него за България са нестабилни и ниски. Разпространен е най-вече в по-влажните високи полета на Югозападна България и по северните склонове на Стара планина. Основните сортове, районирани в България са германския „Ромулус“ и българските „Образцов чифлик 4“ и „Абритус 2“.
Семена от овес се съхраняват в Международното семехранилище в Свалбард

### Технология на отглеждането
Овесът не е придирчив към предшествениците. Културата се развива добре се развива след бобови, картофи и след добре торени окопни култури. Неподходящи се оказват предшественици, които силно изсушават почвата. Непосредствено след прибиране на предшественика е нужно да се извърши оран на дълбочина 20 – 22 cm. За да се поддържа чиста площта може да се извърши и култивиране, дискуване или преораване. Напролет се бранува. В случаите, когато се сее наесен обработката на почвата е както тази при пшеницата. След него не е препоръчително да се сее цвекло, поради размножаването на овесената нематода.
На много леки и слаби почви овесът се тори с по 1,5 – 2 тона на декар оборски тор. Обикновено се тори с минерални торове като фосфорните и калиевите торове се внасят с оранта, а азотните торове – предсеитбено. При сеитбата на овеса за семена се използват само външните най-едри зърна в класчето. Сеитбата се извършва междуредово на разстояние 10 – 15 cm. Сеитбената норма е около 16 – 19 kg семена на декар. Овесът не трябва да се сее дълбоко, а на дълбочина 3 – 5 cm. След сеитбата е необходимо посевът да се валира. През вегетацията е нужно да се провежда борба с плевелите. Метлицата зрее от върха към основата. Ето защо най-подходящ момент за прибирането му е когато зърната във връхните класчета са в пълна зрелост, а тези в основата са във восъчна. Поради склонността му да се оронва е най-добре прибирането да се извърши двуфазно. Преди съхранение зърното се почиства и просушава. При съхранение зърното трябва да съдържа под 12% влага.

## Болести и неприятели по овеса
Посевите от овес се поразяват от различни болести, като основните причинители са гъбички, по-рядко вируси и бактерии. Сред най-често срещаните заболявания са:
- Бактериоза по овеса. Нарича се още бактериен пригор[23]. Причинява се от Pseudomonas coronofaciens. Проявява се под 2 форми. При първата се явяват червеникаво-кафяви елипсовидни петна с по-светъл център и кафяви линии и ленти основно по листата. При втората признаците са полупрозрачни канелени ленти по дължината на листата и стъблата. За развитието и се изисква оптимална температура 22 °C и хладно време с превалявания. Инкубационният период от 2 до 5 дни. Заразата се запазва в семената.
- Праховита главня по овеса[24]. Причинител е гъбичката Ustilago avenae. Развива се при топли почви и ниска атмосферна влажност. Ето защо е характерно при посеви, които са засети късно напролет. Патогенът се съхранява върху всички структури на семето, но най-вече по ендосперма. Започва да се развива още с покълването на семето, но най-сериозно развитие мицелът придобива при изметляването. Болните растения имат редуциран растеж. Формираните метлици са по-плътни и с изправени странични разклонения. Класчетата са разрушени изцяло и са превърнати в тъмна главниста маса.
- Покрита главня по овеса[25]. Причинител е гъбичката Ustilago levis. Условията за развитие са сходни с предходното заболяване. Страничните разклонения на метлиците са скъсени и имат компактен вид. Част от плевите се запазва като тънка ципа и не позволява разпиляването на хламидиоспорите преди жътва. Класчетата са по-силно засегнати в долната част на метлицата и в основата на зърната. Поради наличието на преходни форми понякога е трудно отдиференцирането на двата вида главня по овеса.
- Коронеста (листна) ръжда по овеса[26]. Причинител е гъбичката Puccinia coronifera. Гъбата е двудомен вид. Презимувалите спори нападат представителите на род Rhamnus – в България най-често това е Rhamnus cathartica. При израстването им се образуват нови спори, които нападат овеса. Признаците се проявяват в периода на изкласяване и наливане на зърното. Върху листата, листните влагалища и по-рядко стъблата и плевите се развиват закръглени, оранжеви, разхвърлени уредоспори. Първоначално се развиват под епидермиса, но по-късно го разкъсват и се разпрашават.
- Чернокафяви петна по овеса. Причинител е гъбичката Drechslera avenae. Заболяването има локален характер. Развива се при ранна сеитба във влажна и студена почва. Вторичните поражения по листата се благоприятстват ов влажно и топло време. Проявява се още с поникването на колеоптила. Появяват се некротични петънца предизвикващи загниване на младите растения. Върху листата се появяват първоначално жълтеникави, а по-късно тъмносиви или кафяви петна с червеникав оттенък.
- Хелминтоспориозно кореново гниене[27]. Причинител е гъбичката Cochliobolus sativus. Гостоприменици са над 100 вида житни и тревисти растения сред които и овеса. Болестта се в големи размери при влажно и хладно време, в случаи на ниска агротехника, монокултурно отглеждане, гъсти или заплевелени посеви, при много ранна или много късна сеитба, а също и при едностранчиво торене с азотни съединения. Мицелът се развива още с покълването и поникването на семената и води до загниване, деформация или загниване на растението. В случаите, когато растението е нападнато във фазите на вретенене и цъфтене се наблюдава покафеняване на корените, възела на братене, основите на стъблата и листните влагалища на най-долните листа и на подземните междувъзлия.
- Антракноза[28]. Причинител е гъбичката Colletotrichum graminicola. Заболяването е по-характерно за бобовите култури.
- Жълто ечемичено вджуджаване[29]. Широко разпространено вирусно заболяване причинявано от Barley yellow dwarf virus. Боледува основно пшеницата, но се поразяват и овесените насаждения. Вирусът се пренася от болни върху здрави растения от няколко вида листни въшки, паразитиращи върху житните растения. В България най-разпространените преносители са Rhopalosiphon padi и Sitobion avenae. Растежът на растенията е силно потиснат (вджуджаване), силно братене и интензивно жълто или червено оцветяване на листата.
- Пшеничена щрихова мозайка[30]. Вирусно заболяване причинено от Wheat streak mosaic virus. Пренася се по механичен начин (чрез сок) и основно чрез няколко вида акари. В България най-разпространените преносители са Aceria tulipae и Aceria tossicella. Боледува основно пшеницата, но поразява и овеса. Проявява се с появата на дребни петна, които по-късно прерастват в надлъжни линии до върха на петурата. Болните растения придобиват хлоротичен вид. Братята на болните растения са слаби, изостанали и почти никога не достигат до фазата изкласяване.
- Поразяване с мораво рогче[31]. Овесът е едно от 170-те растения, които се поразяват от моравото рогче.

Овесът има и редица неприятели, които повреждат насажденията или са преносители на заболявания. Сред тях са:
- Овесена шведска муха (Oscinella frit).
- Овесена листна въшка (Sitobion avenae).
- Обикновена житна въшка (Schizaphis graminum).
- Обикновена житна пиявица (Lema melanopa).
- Синя житна пиявица (Lema lichenis).